# Black Student Union
Dans l'enseignement supérieur aux États-Unis, une Black Student Union (BSU) est une organisation (ou syndicat) d'étudiants et d'étudiantes noirs, généralement axée sur la contestation. Historiquement l'organisation s'inspire du modèle de l'organisation en grande partie blanche Students for a Democratic Society des années 1960. Les Black Student Unions plaident pour des changements sur les campus universitaires pendant le mouvement Black Power de la fin des années 1960. Selon l'historien  Ibram X. Kendi, l'existence du champ académique des African-American studies est le résultat direct du plaidoyer des Black Student Unions.

## Contexte
Dans les années 1960, l'adoption du Civil Rights Act de 1964 exige un recensement de tous les établissements d'enseignement post-secondaire aux États-Unis. Le recensement identifie les étudiants par race ou origine ethnique et révèle le faible nombre d'étudiants noirs fréquentant des établissements d'enseignement supérieur et universités à prédominance blanche. En conséquence, il est prévu que le financement fédéral ne soit pas versé aux établissements d'enseignement répondant pas aux exigences d'égalité des chances de la loi. La loi sur l'enseignement supérieur de 1965 qui est votée ensuite élargit la disponibilité de l'aide financière aux étudiants souhaitant faire des études supérieures, ce qui profite aux étudiants noirs plus qu'à tout autre groupe. Les programmes de discrimination positive au niveau du campus augmentent également les inscriptions de Noirs dans de nombreux établissements d'enseignement supérieur. Les inscriptions dans ces établissements afro-américains doublent entre 1964 et 1970, la plus grande proportion de l'augmentation se produisant dans les établissements d'enseignement supérieur et universités à prédominance blanche.
L'admission d'un plus grand nombre d'étudiants noirs dans des établissements d'enseignement supérieur et universités à prédominance blanche ne signifie pas acceptation sociale de ces étudiants noirs. L'hostilité raciale envers ces derniers est courante sur les campus universitaires, les étudiants et professeurs blancs contestant les capacités intellectuelles des Noirs et leur droit d'aller à l'université. En réponse, de nombreux étudiants noirs organisent des manifestations pour protester contre les politiques discriminatoires dans leurs écoles et travaillent à la mise en place de systèmes de soutien scolaire et social pour eux-mêmes et d'autres étudiants noirs dans des établissements d'enseignement supérieur et universités à prédominance blanche.
Cet environnement aliénant, combiné à la montée du mouvement Black Power, incite à la création de Black Student Unions sur les campus des établissements d'enseignement supérieur et universités à prédominance blanche.

## Histoire
La première Black Student Union voit le jour à l'université d’État de San Francisco en mars 1966, trois mois avant que le militant Stokely Carmichael ne popularise le slogan « Black Power » et sept mois avant la fondation du Black Panther Party. Initialement fondé en 1963 sous le nom de Negro Student Association, le groupe se transforme après l'arrivée d'un ancien Freedom rider nommé James Garrett, et le SF State Black Student Union inspire la création de plus de 1 000 autres syndicats d'étudiants noirs (sous différents noms) à travers les États-Unis. Au cours de l'hiver 1968-1969, l'organisation mène une grève étudiante au cours de laquelle plus de la moitié des 18 000 étudiants de l'université sèchent les cours pour tenir des manifestations quotidiennes. Au cours de l'année suivante, une permanence de la Black Student Union est implantée sur chaque campus de l'Université d'État de Californie.
Le concept se propage au nord jusqu'à l'Université de Washington, où une Black Student Union (BSU) est créée en 1967. Une campagne de protestation de la BSU aboutit avec succès à des réformes raciales au sein de l'université. L'organisation prend de l'ampleur et conduit à la formation d'une autre BSU à l'université d’État de Washington. Angela Davis est l'une des fondatrices en 1967 du BSU du campus de l'Université de San Diego.
Un syndicat d'étudiants noirs est officiellement constitué au Mills College à Oakland (Californie) en mai 1968, prétendant être « le premier syndicat d'étudiants noirs dans un établissement d'enseignement supérieur pour jeunes filles de l'Ouest » et annonçant son intention de « perturber les activités du collège » à moins que l'établissement n'embauche deux professeurs Afro-Américains et un conseiller.

## Militantisme aujourd'hui
Les actions des syndicats ont permis de faire évoluer la composition des enseignants d'université, encouragé les Noirs à s'inscrire et les universités à ajouter les études afro-américaines à leur cours,. Un temps, les actions sociales ont succédé aux actions militantes. Mais la mort violente de plusieurs noirs dans les années 2010 et suivantes rapproche certains adhérents des BSU des objectifs de leur création. Jazmyn White, présidente du Black Student Union de l’université du Maryland constate en 2015 « Maintenant, les étudiants ont un profil beaucoup plus militant que ce à quoi je suis habituée... Les gens se rendent compte qu’on n’en est pas au point où on peut se relâcher. Ça a été un véritable signal d’alerte. ».

## Héritage
Selon Ibram X. Kendi, l'existence du champ académique des African-American studies dans l'enseignement supérieur aux États-Unis est le résultat direct du plaidoyer des Black Student Unions.
La Johnson House est la nouvelle maison dédiée aux membres des Black Student Union (BSU). Plusieurs BSU sont actives en 2023 sur les campus, comme la Black Student Union Legacy Scholarship du Pace University’s New York City campus qui perpétue les objectifs des BSU : promouvoir le leadership et l'unité de ses membres, améliorer leurs compétences ; la BSU de l'université du Minnesota ; l'UBC Black Student Union de Colombie Britannique.

## Lire aussi
- Ibram X. Kendi, The Black Campus Movement: Black Students and the Racial Reconstitution of Higher Education, 1965–1972, New York, First, 2012 (ISBN 978-1-137-01650-8, OCLC 795517755, lire en ligne)

- L'histoire des Black Student Union, Best College, Ciera Graham, 2 février 2023